# Henning von Holtzendorff
Henning Rudolf Adolf Karl von Holtzendorff (Prenzlau, 9. siječnja 1853. -  Jagow, 7. lipnja 1919.) je bio njemački admiral i vojni zapovjednik. Tijekom Prvog svjetskog rata bio je načelnik Admiraliteta, te zagovornik neograničenog podmorničkog rata.

## Vojna karijera
Henning von Holtzendorff rođen je 9. siječnja 1853. u Berlinu. U mornaricu je stupio 1869. godine, te je u istoj služio u Prusko-francuskom ratu. Nakon toga je služio je u prekomorskim zemljama i to u Africi, te Dalekom istoku tijekom Bokserskog ustanka. Čin kapetana dostigao je 1897., dok je kontraadmiralom postao 1904. godine, nakon čega je služio u kao zapovjednik bojnih krstaša u Istočnoazijskoj eskadri. Godine 1906. promaknut je u viceadmirala, te je postao zapovjednikom 1. eskadre Flote otvorenog mora. U listopadu 1909. postao je zapovjednikom Flote otvorenog mora naslijedivši na tom mjestu Henrika Pruskog. U siječnju 1910. promaknut je u admirala. Dužnost zapovjednika Flote otvorenog mora je obavljao do siječnja 1913. kada je došlo do razmimoilaženja između njega i ministra mornarice Alfreda von Tirpitza oko prebrzog širenja njemačke ratne mornarice. Navedeno je razmimoilaženje dovelo je do toga da je Holtzendorff u lipnju 1913. umirovljen. 

## Prvi svjetski rat
U rujnu 1915. Holtzendorff je reaktiviran, te je postao načelnikom Admiraliteta zamijenivši na tom mjestu Gustava Bachmanna. Postao je kao i Tirpitz zagovornik neograničenog podmorničkog ratovanja, te je 22. prosinca 1916. godine objavio memorandum koji je podnio caru Wilhelmu koji je sadržavao vojnu i ekonomsku analizu prema kojoj je neograničeni podmornički rat trebao dovesti do britanske predaje u roku od šest mjeseci. Memorandum je predviđao da će neograničeni podmornički rat dovesti do ulaska Sjedinjenih država u rat, ali je Holtzendorff smatrao da će Britanija biti svladana prije nego što će Sjedinjene države moći dati svoj doprinos u ratu. Holtzendorffov memorandum naišao je na podršku načelnika Glavnog stožera Paula von Hindenburga i njegovog zamjenika Ericha Ludendorffa, a i na kraju ga je podržao i sam car Wilhelm tako da je 1. veljače 1917. godine njemačka mornarica počela voditi neograničeni podmornički rat. U početku neograničeni podmornički rat je davao velike rezultate koji su međutim, s protekom vremena, te uvođenjem sustava konvoja, počeli biti sve manji tako da nisu doveli do britanske predaje. Holtzendorff je 22. ožujka 1917. odlikovan ordenom Pour le Mérite, te je u srpnju 1918. promaknut u velikog admirala, najviši čin u njemačkoj mornarici.

Neuspjeh neograničenog podmorničkog rata koji nije uspio Britance izbaciti iz rata, kao i nesuglasice s njemačkim Glavnim stožerom, posebice Ludendorffom, doveli su do odstupanja Holtzendorffa s mjesta načelnika Admiraliteta u kolovozu 1918. godine, te ga je na mjestu načelnika Admiraliteta zamijenio Reinhard Scheer.

## Poslije rata
Nakon završetka rata Holtzendorff se povukao iz javnog života. Preminuo je 7. lipnja 1919. godine u 66. godini života u Jagowu. Bio je oženjen s Margarethom Zitelmann s kojom je posvojio dvije kćeri.  

## Vanjske poveznice
(eng.) Henning von Holtzendorff na stranici First World War.com

(njem.) Henning von Holtzendorff na stranici Deutsche-biographie.de
| Prethodnik:   | Zapovjednik Flote otvorenog mora Henning von Holtzendorff | Nasljednik:            |
| Henrik Pruski | Zapovjednik Flote otvorenog mora Henning von Holtzendorff | Friedrich von Ingenohl |